# Sílvia Sempere Ripoll
Sílvia Sempere Ripoll (Alcoi, 1968) és una artista valenciana.
És llicenciada en Belles Arts i especialitzada en pintura per la Universitat Politècnica de València, amb un doctorat cum laude. El seu projecte Plaers bàrbars parla de com el comportament humà afecta l'entorn natural, i la Generalitat Valenciana n'adquirí dos peces per a la col·lecció d'art contemporani. El projecte íntegre fou exposat a la Universitat d'Alacant el 2006.